# Zivil-Verdienstmedaille (Österreich)
Die Zivil-Verdienstmedaille, auch „Ziviles Signum laudis“ genannt, wurde am 30. April 1918 durch Kaiser Karl I. von Österreich-Ungarn gestiftet, „um alle jene Zivilfunktionäre und sonstigen Personen des Zivilstandes, welche in Würdigung verdienstlicher Leistungen der Ausdruck der Allerhöchsten Anerkennung oder Zufriedenheit bekanntgegeben worden ist, auch eines sichtbaren Zeichens dieses Allerhöchsten Huldbeweises teilhaftig werden zu lassen“.

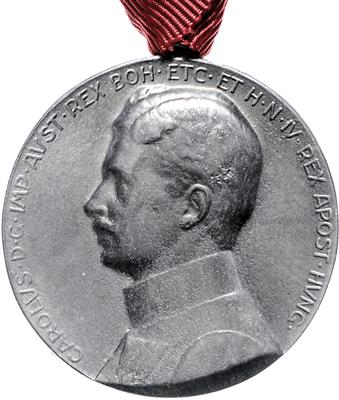
Avers der Medaille in Silber

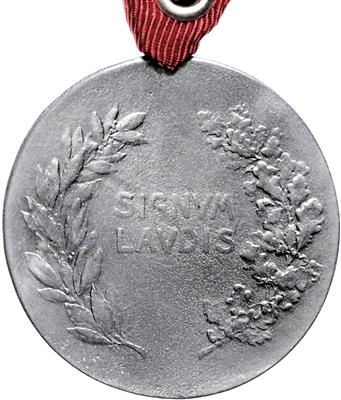
Revers der Medaille in Silber

Die runde Medaille zeigt das nach links gewendete Bildnis des Stifters in Uniform. Umlaufend die Inschrift CAROLVS·D·G·IMP·AVST·REX BOH·ETC·ET H·N·IV·REX APOST·HVNG. Rückseitig, von einem Kranz aus Lorbeer- (links) und Eichenblättern (rechts) umgeben, die Worte SIGNUM LAVDIS (lat. Zeichen des Lobes).
Für „besondere Allerhöchste Anerkennung“ ist die Medaille vergoldet, für „Allerhöchste Anerkennung oder Zufriedenheit“ versilbert.
Die Auszeichnung wurde an einem roten Dreiecksband mit einem weißen Mittelstreifen auf der linken Brust getragen. Bei wiederholter Verleihung wurden ein oder zwei silberne Bandspangen auf dem Ordensband hinzugefügt.
Die Zivil-Verdienstmedaille war die letzte gestiftete Auszeichnung der österreichisch-ungarischen Monarchie. Im Amtskalender finden sich fünf Personen als Besitzer der Auszeichnung. Inwieweit nach dem Krieg und in welches Umfang weitere Verleihungen erfolgten, lässt sich nicht belegen.